# Norra Nämdö
Norra Nämdö este o arie protejată (arie specială de conservare — SAC, sit de importanță comunitară — SCI) din Suedia întinsă pe o suprafață de 102,2 ha, integral pe uscat.

## Localizare
Centrul sitului Norra Nämdö este situat la coordonatele 59°12′22″N 18°41′57″E / 59.2061°N 18.6991°E.

## Înființare
Situl Norra Nämdö a fost declarat sit de importanță comunitară în iunie 2001 pentru a proteja 2 specii de plante. Situl a fost protejat și ca arie specială de conservare în martie 2011.

## Biodiversitate
Situată în ecoregiunile boreală și marină baltică, aria protejată conține 4 habitate naturale: Lacuri și iazuri distrofice naturale, Mlaștini împădurite, Taiga vestică, Alvar nordic și șisturi calcaroase precambriene.
La baza desemnării sitului se află mai multe specii protejate de  plante (2): Buxbaumia viridis, Tortella rigens.